# Tschernjachowsk
Die Stadt Tschernjachowsk (russisch Черняховск), deutsch Insterburg (litauisch Įsrutis, polnisch Wystruć), ist der Sitz des Stadtkreises Tschernjachowsk im Rajon Tschernjachowsk in der russischen Oblast Kaliningrad mit 36.128 Einwohnern (Stand 1. Oktober 2021).

## Geographische Lage
Tschernjachowsk liegt im Zentrum der Oblast Kaliningrad auf einer Höhe zwischen 25 m und 35 m über dem Meeresspiegel, etwa 90 Kilometer östlich der Stadt Kaliningrad (Königsberg) am Fluss Angerapp (prußisch angurys ape: Aal-Fluss, russisch Angrapa), die sich bei der Stadt mit dem Fluss Inster (russisch Instrutsch) zum Pregel (russisch Pregolja), dem größten Fluss des ehemaligen Ostpreußen, vereinigt.

## Geschichte

Insterburg östlich von Königsberg und südlich von Tilsit auf einer Landkarte eines Teils Ostpreußens von 1881.

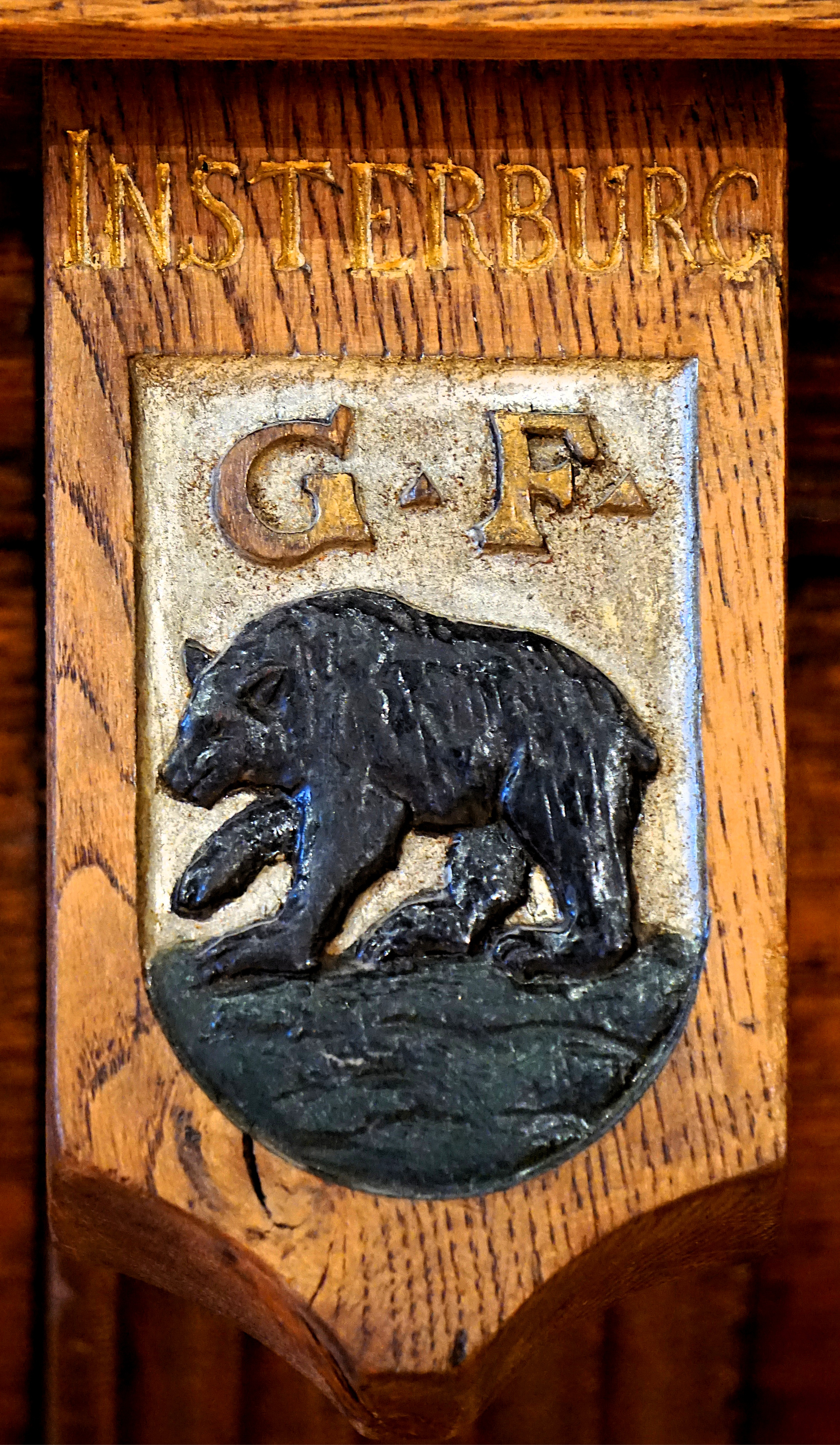
Wappen von Tschernjachowsk im Plenarsaal des altstädtischen Rathauses in Danzig

### Vom Ursprung bis 1800
Ihren deutschen Namen Insterburg verdankte die Stadt dem Fluss Inster (ältester Name Instrut / Instrud: Mehrere linguistische Deutungen, die wahrscheinlichste sei Mündung / Einfluss; vgl. litauisch: istras, intaka).
Der Deutsche Orden unter seinem Hochmeister Dietrich von Altenburg errichtete um 1336 anstelle der von ihm zerstörten heidnischen Burg Unsatrapis (prußisch unzei: an, auf, über/ trapt, trapuns: treten; litauisch trapte: Floß, Teil eines Holzfloßes; vermutlich eine hölzerne Brücke) eine Festung namens Instierburg, die zum Ausgangspunkt der Feldzüge gegen Litauen wurde. Die Litauer waren es dann, die erstmals die Burg Insterburg 1376 zerstörten. Die wieder aufgebaute Burg fiel 1457 erneut der Brandschatzung, diesmal durch Polen, zum Opfer. Auch danach baute der Orden die Burg wieder auf, die er zunächst als Komtursitz und ab 1347 als Amtssitz eines Pflegers nutzte.
Der preußische Herzog Albrecht säkularisierte im Zuge der Durchsetzung der Reformation 1525 die Ordensburg und machte sie zu einem weltlichen Hauptamt. Das noch von Wildnis geprägte Umland ließ er von Litauern besiedeln. Dem daraus entstandenen Ort zu Füßen der Burg gewährte er 1541 das Marktrecht. Markgraf Georg Friedrich erhob am 10. Oktober 1583 den Marktflecken Inster zur Stadt. Am 9. Juni 1590 vernichtete ein Brand 140 von den 149 vorhandenen Häusern. Im 17. Jahrhundert hatte die Stadt unter den ständigen Durchzügen kriegerischer Truppen von Schweden, Russen und Tataren zu leiden. Von 1643 bis 1648 wohnte die schwedische Königin Maria Eleonore, die Witwe von König Gustav Adolf, in der Insterburg. 1689 verstarb Ännchen von Tharau als Pfarrwitwe Beilstein in Insterburg.
1709 raffte die Große Pest einen Großteil der Bevölkerung hin.
Um die Stadt wiederzubeleben, ließ Preußenkönig Friedrich Wilhelm I. angeworbene Salzburger, westdeutsche und Schweizer Einwanderer ansiedeln. 1723 wurde in der Burg das preußische Hofgericht untergebracht. Insterburg, die Vorstadt und die Burgfreiheit wurden administrativ zur Stadt zusammengefasst. Von 1721 bis 1748 kaufte Herzog Leopold von Dessau, der „Alte Dessauer“, weite Landstriche westlich von Insterburg, um dort Mustergüter anzulegen. 1732 wurde Trakehnen Hauptgestüt und Insterburg Landgestüt. Während des Siebenjährigen Krieges war Insterburg von 1758 bis 1762 von russischen Truppen besetzt.

### Von 1800 bis 1945

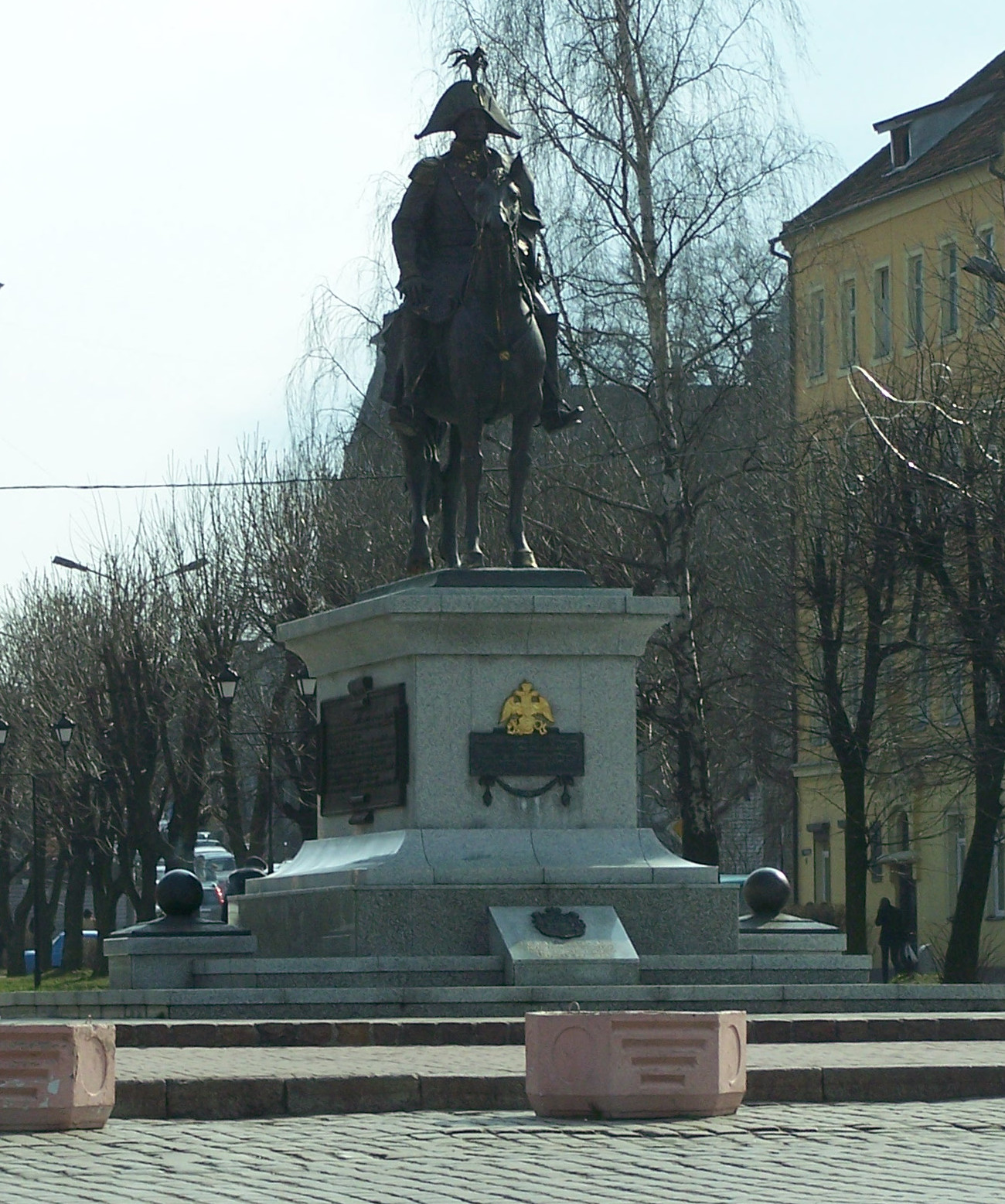
Denkmal für Michael Andreas Barclay de Tolly

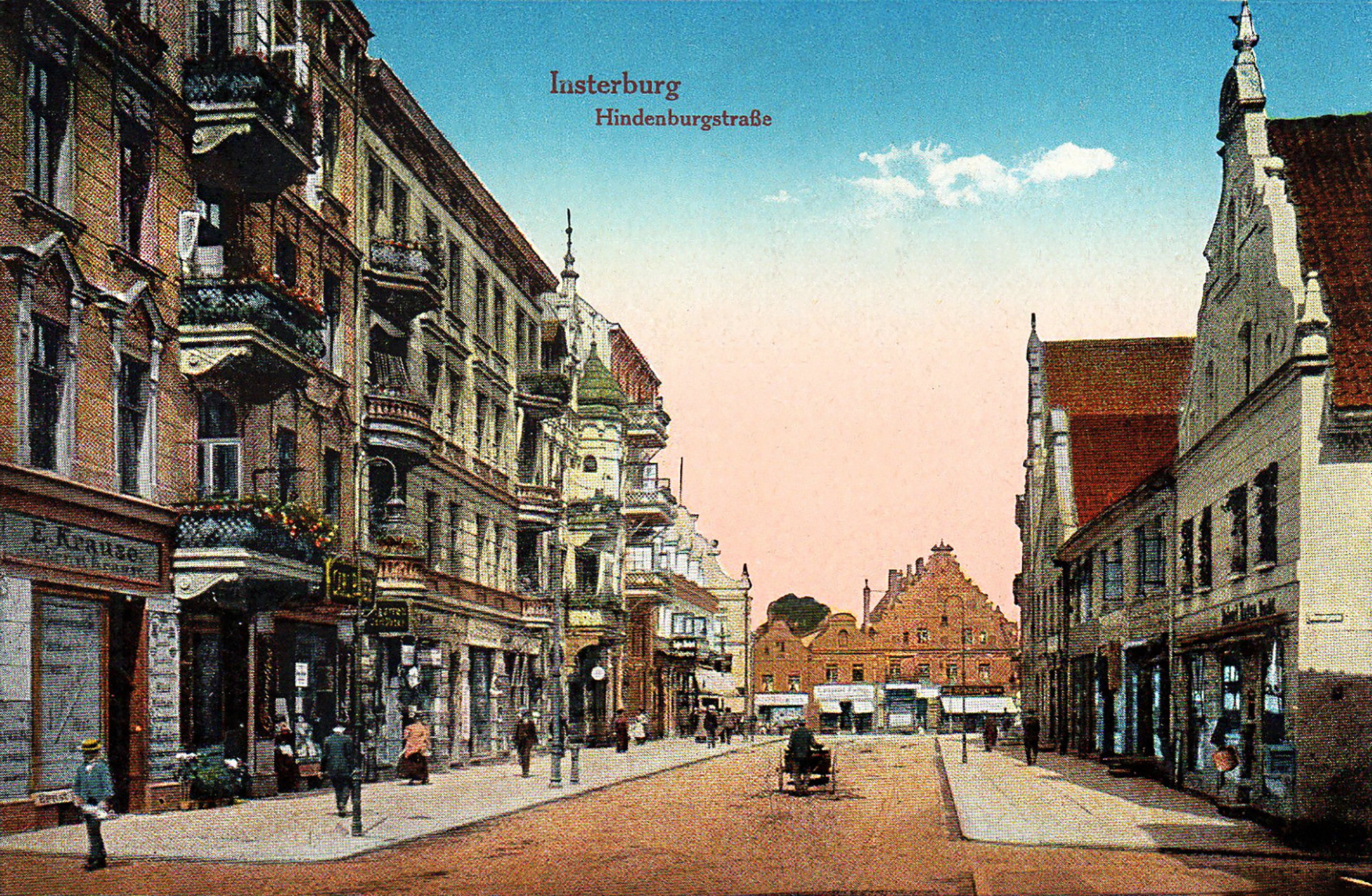
Hindenburgstraße, um 1890

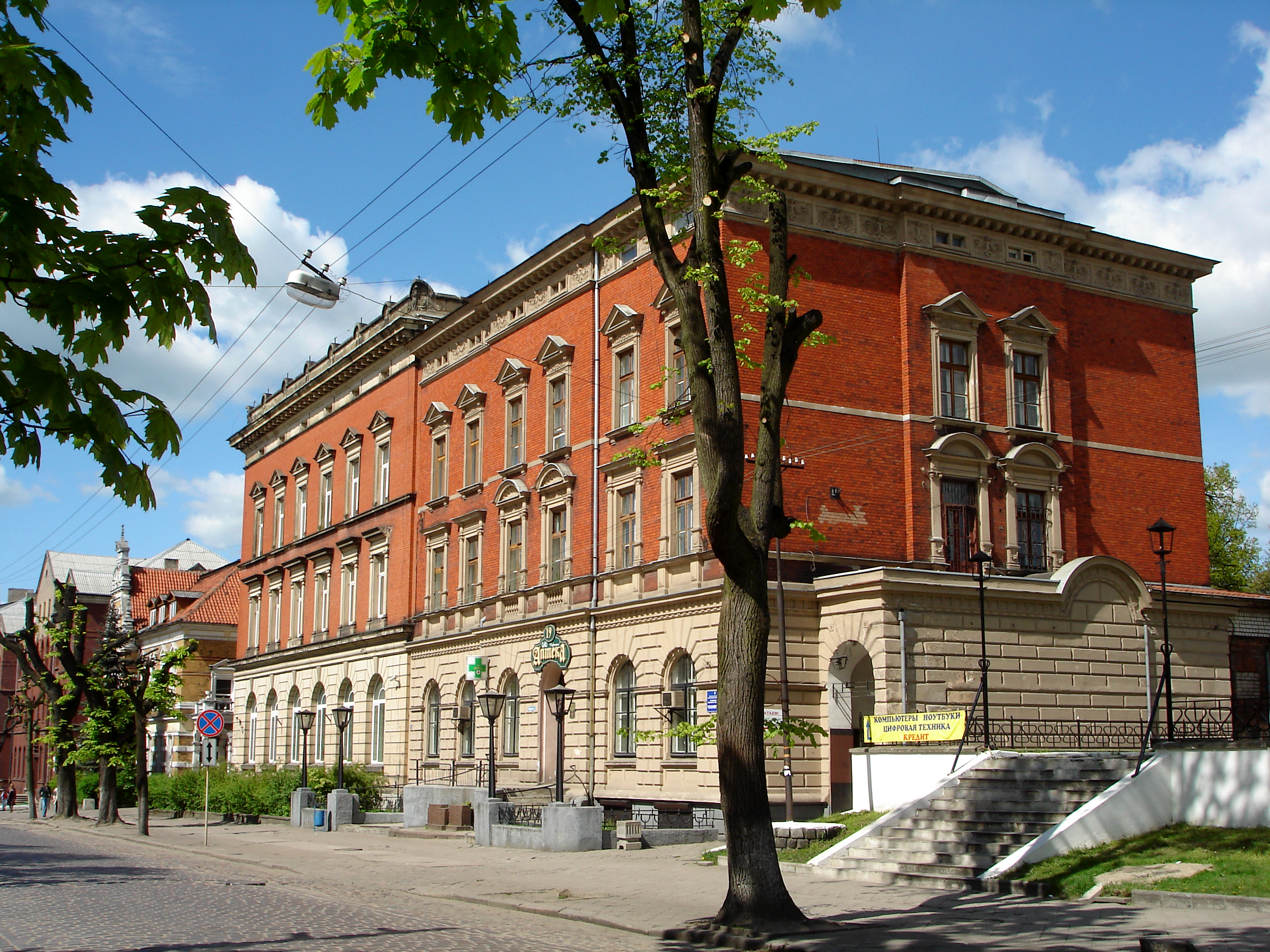
Gebäude in der Innenstadt von Tschernjachowsk

1809 hatte Insterburg als eine der ersten preußischen Städte eine Stadtverordnetenversammlung. 1812 machte Napoleon bei seinem Russlandfeldzug Quartier in der Stadt (Erinnerungstafel an der Herbergswand).
Nachdem Preußen 1815 seine Territorialverwaltung neu geordnet hatte, wurde Insterburg Verwaltungssitz des gleichnamigen Kreises und wurde dem Regierungsbezirk Gumbinnen zugeordnet. Eine zwischen 1828 und 1835 erbaute Chaussee, die später so genannte Reichsstraße 1, wurde durch Insterburg geführt. Ab 1860 wurde Insterburg Eisenbahnknoten der Strecken (Berlin)-Königsberg–Kaunas und Tilsit–Thorn sowie der Insterburger Kleinbahnen. Durch die guten Verkehrsanbindungen siedelten sich viele Industriebetriebe wie mehrere Maschinenfabriken, Eisengießereien und eine Flachsspinnerei an. 1885 lebten 20.914 Menschen in der Stadt. Der Gutsbezirk Lenkeningken wurde 1898 in die Stadt eingemeindet.
Zur Zeit des Deutschen Kaiserreichs war Insterburg aber vor allem eine wichtige Garnisonsstadt der preußischen Armee. Im Osten der Stadt entstand ein großes Kasernenviertel. In Insterburg standen 1914 das Kommando der 2. Division mit zwei Brigadekommandos und mehreren Verbänden der Infanterie, Kavallerie und Feldartillerie (darunter zwei Bataillone des Infanterie-Regiments 45), insgesamt über 2000 Soldaten. Am 1. April 1902 schied die Stadt Insterburg aus dem Landkreis Insterburg aus und bildete einen eigenen Stadtkreis. 1913 wurde ein Bismarckturm errichtet. 
Nach Beginn des Ersten Weltkriegs war die Stadt infolge der Schlacht bei Gumbinnen vom 24. August bis 11. September von der russischen Armee besetzt und wurde danach Hauptquartier von Paul von Hindenburg.
In der Zeit der Weimarer Republik war Insterburg Sitz des Landratsamtes, eines Amts-, eines Land- und eines Arbeitsgerichtes, eines Finanz- und eines Zollamtes, einer Reichsbank-Nebenstelle sowie einer Industrie- und Handelskammer. Die Wirtschaft hatte sich mit der Ansiedlung von Ziegeleien sowie von Unternehmen zur Herstellung von Zuckerwaren, Essig und Mostrich, Chemikalien und Lederwaren weiter diversifiziert. 1926 wurde nach Fertigstellung des Pregelseitenkanals der Hafen Insterburg eingeweiht. Nachdem die Stadt zur Zeit der Reichswehr ihre Garnison behalten konnte, erfolgte von 1935 bis 1937 der Bau eines großen Flugplatzes und von Kasernen für die Wehrmacht. 1939 wurde mit der Restaurierung der Insterburg begonnen. Vor Beginn des Zweiten Weltkriegs war die Bevölkerung auf 49.000 Einwohner angewachsen.
Am 27. Juli 1944 wurde Insterburg durch einen sowjetischen Bombenangriff erheblich zerstört. 120 Tote waren zu beklagen, obwohl der Kern der Altstadt mit besonders leicht brennbaren Häusern schon geräumt worden war. Von da an wurde die Stadt schrittweise weiter evakuiert, besonders ab dem zeitweisen Einbruch der Roten Armee bei Goldap im Oktober 1944 („Oktober-Katastrophe“). Anfang Januar 1945 befanden sich noch 8.000 bis 10.000 Insterburger in der Stadt, vorwiegend solche mit Funktionen in noch nicht evakuierten Betrieben und Institutionen. Am 13. Januar 1945 begann die sowjetische Großoffensive in Ostpreußen. Einem schweren Luftangriff am 20. Januar fielen noch einmal 30 Zivilisten zum Opfer. Von da an lag die weitgehend geräumte Stadt unter ständigem Beschuss durch Tiefflieger und Artillerie. Der letzte Zug verließ Insterburg am 22. Januar um 0:30 Uhr. An diesem Tag besetzte die Rote Armee die brennende Stadt.

### 1945 bis heute

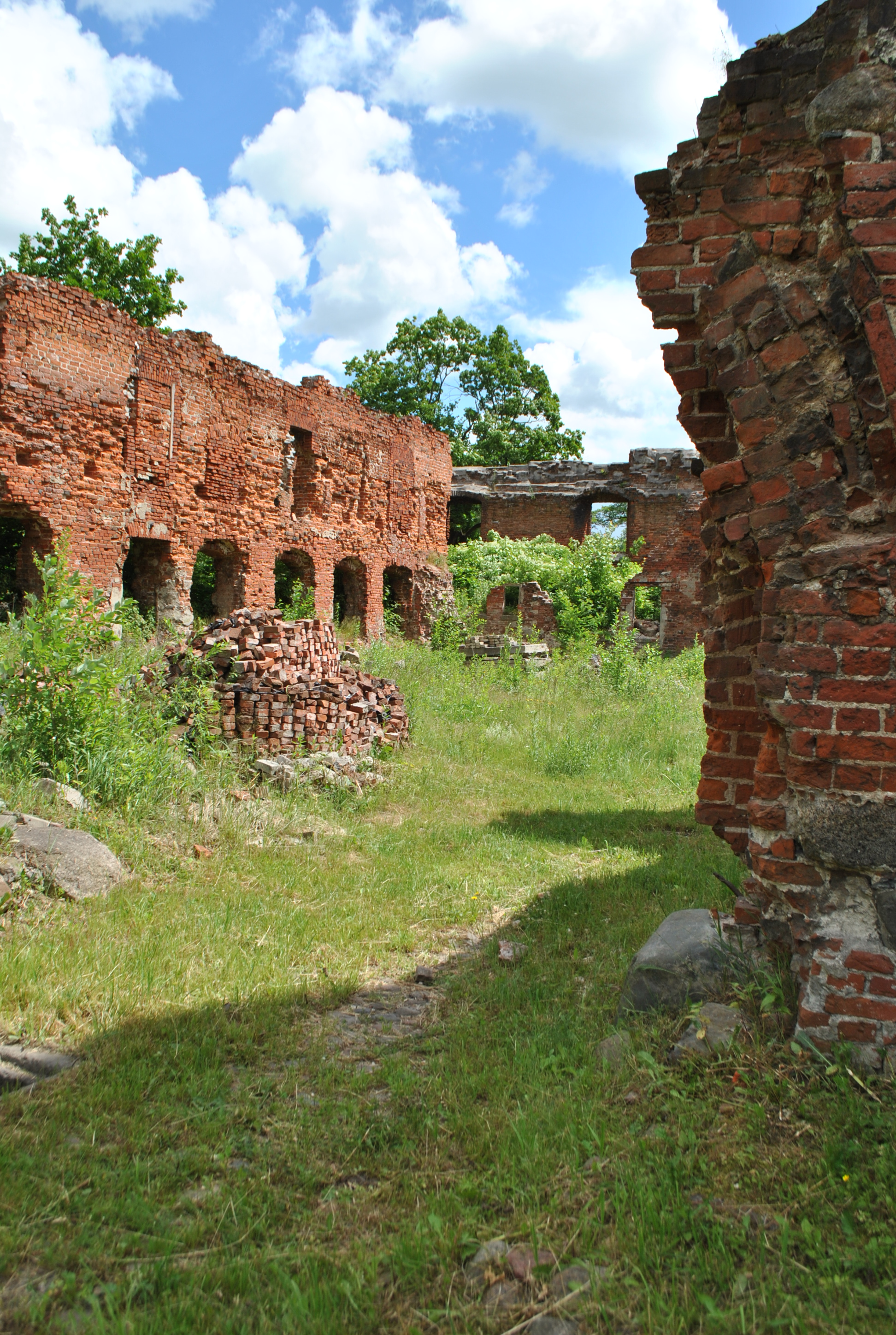
Ruine der Ordensburg, 2013

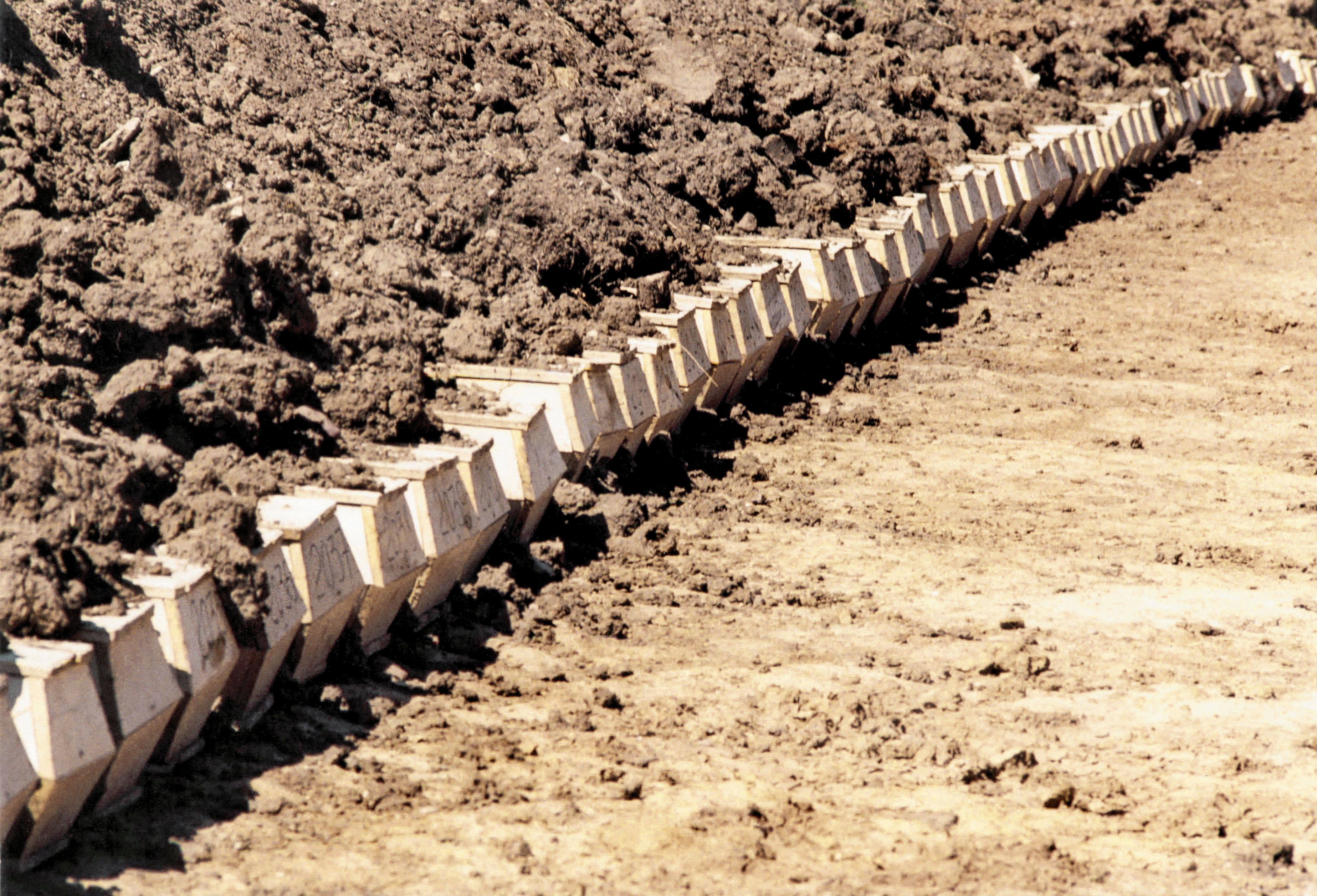
Noch nicht geschlossenes Massengrab auf dem vom VDK neu angelegten Deutschen Soldatenfriedhof Insterburg, 1999

Sowjetische Truppen eroberten die Stadt am 22. Januar 1945. In der Stadt wurde ein großes Internierungslager des NKWD eingerichtet. Nach der Annexion des nördlichen Teils von Ostpreußen durch die Sowjetunion wurde die nicht evakuierte oder geflohene deutsche Bevölkerung ausgewiesen und durch Bewohner aus allen Sowjetrepubliken ersetzt. Insterburg wurde nach dem sowjetischen General Iwan Tschernjachowski in Tschernjachowsk umbenannt. Dieser General war Kommandeur der 3. Weißrussischen Front der Roten Armee, die weite Teile Ostpreußens eroberte, und kam am 18. Februar 1945 bei Mehlsack ums Leben.
Im nahen Georgenburg existierte von 1946 bis 1949 ein großes Durchgangslager für 250.000 deutsche Kriegsgefangene (vergl. Liste). 16.000 Menschen verstarben dort. Die Stadt Krefeld übernahm 1953 die Patenschaft für die Vertriebenen von Stadt und Kreis Insterburg.
Seit der Auflösung der Sowjetunion und dem Beitritt der Nachbarländer in die EU liegt Tschernjachowsk in einer russischen Exklave und hat mit großen wirtschaftlichen Problemen und einer hohen Arbeitslosenquote zu kämpfen. 2002 hatte die Stadt wieder über 44.300 Einwohner mit erneut rückläufiger Tendenz.
1996 eröffnete der Volksbund Deutsche Kriegsgräberfürsorge in Tschernjachowsk einen wiederhergestellten Friedhof aus dem Ersten Weltkrieg für 556 deutsche und 165 russische Gefallene. Die Anlage wurde unter anderem durch deutsche und russische Teilnehmer von Jugendlagern unter der Anleitung von Wolfgang Hegemeister restauriert. Sie wurde von da an als Deutscher Soldatenfriedhof Insterburg zum Sammelfriedhof auch für über 8700 im östlichen Ostpreußen 1945 gefallene deutsche Soldaten. Die Umbettungen hierher dauern an.
Lokalinitiativen stellten gemeinsam mit der Insterburger Landsmannschaft seit Mitte 1990er einige Bauten (Bogenbrücke) und Denkmäler (Ulanen) wieder her. Ein Reiterstandbild erinnert seit 2007 an den russischen Feldmarschall schottisch-baltischer Herkunft Michael Barclay de Tolly, der 1818 unweit der Stadt starb.
Der Ordensburg nimmt sich die 1997 ins Leben gerufene private einheimische russische Stiftung Samok Insterburg an.

### Tschernjachowskoje gorodskoje posselenije 2008–2015
Die städtische Gemeinde Tschernjachowskoje gorodskoje posselenije (ru. Черняховское городское поселение) wurde im Jahr 2008 eingerichtet. Zur Gemeinde gehörten neben der Stadt Tschernjachowsk noch fünf weitere Siedlungen. Die Gesamtfläche betrug 102 km², auf der 41.074 Einwohner (Stand: 2010) lebten. Zum Ende des Jahres 2015 wurde die Gemeinde aufgelöst und deren Orte in den Stadtkreis Tschernjachowsk eingegliedert.
| Ortsname                         | Deutscher Name         |
| -------------------------------- | ---------------------- |
| Krasnowka (Красновка)            | Birkenfeld             |
| Petrosawodskoje (Петрозаводское) | O.F. Eichwald          |
| Sagorodnoje (Загородное)         | Neuendorf              |
| Schosseinoje (Шоссейное)         | Szameitkehmen/Walkenau |
| Timofejewka (Тимофеевка)         | Tammowischken/Tammau   |

### Demographie
| Jahr | Einwohnerzahl | Anmerkungen                                                                                                  |
| ---- | ------------- | --- |
| 1782 | 4528          | ohne die aus einem Regiment Dragoner bestehende Garnison                                                     |
| 1790 | 4972          | ohne das Militär                                                                                             |
| 1802 | 5253          | ohne das Militär                                                                                             |
| 1810 | 4726          | ohne das Militär                                                                                             |
| 1816 | 4939          | ohne das Militär                                                                                             |
| 1821 | 6876          | ohne das Militär                                                                                             |
| 1831 | 7338          | ohne das Militär                                                                                             |
| 1837 | 8386          | ohne das Militär                                                                                             |
| 1875 | 16.303        | [ 12 ] |
| 1880 | 18.745        | [ 12 ] |
| 1885 | 22.227        | [ 12 ] |
| 1890 | 31.624        | davon 437 Katholiken, 348 Juden                                                                              |
| 1900 | 27.787        | davon 788 Katholiken, 350 Juden                                                                              |
| 1910 | 31.624        | auf einer Fläche von 4373 ha, davon 29.672 Evangelische, 1040 Katholiken und 312 Juden; 2660 Militärpersonen |
| 1925 | 39.311        | davon 36.792 Evangelische, 1174 Katholiken, 86 sonstige Christen, 338 Juden                                  |
| 1933 | 41.230        | davon 39.458 Evangelische, 1078 Katholiken, fünf sonstige Christen, 273 Juden                                |
| 1939 | 43.620        | davon 40.677 Evangelische, 1388 Katholiken, 563 sonstige Christen, 87 Juden                                  |

| Jahr             | 1959   | 1970   | 1979   | 1989   | 2002   | 2010   | 2021   |
| Anzahl Einwohner | 29.063 | 33.446 | 35.576 | 39.622 | 44.323 | 40.449 | 36.128 |

(Quellen ab 1959: Volkszählungsdaten)

## Kirche

### Evangelisch

#### Kirchengemeinde Insterburg
Die Reformation hatte in Insterburg sehr bald Fuß gefasst. Bereits ab 1525 waren hier lutherische Geistliche tätig. Im Jahre 1537 wurde hier eine Kirche errichtet, die einem Vorgängerbau folgte. In den 1930er Jahren gehörten 42.000 Gemeindeglieder in der Stadt und im Kirchspiel der näheren Umgebung zur evangelischen Kirchengemeinde, die bis 1945 zum Kirchenkreis Insterburg in der Kirchenprovinz Ostpreußen der Kirche der Altpreußischen Union gehörte. Zum Ende des 19. Jahrhunderts bis zum Ende des Zweiten Weltkrieges waren vier Pfarrer tätig, unterstützt von einem speziellen Geistlichen für die Strafanstalt. Das kirchliche Leben kam aufgrund von Flucht und Vertreibung zum Erliegen.

#### Kirchenkreis Insterburg
Bis 1945 war Insterburg Verwaltungssitz des Kirchenkreises (auch: Inspektion) Insterburg, dessen Fläche den politischen Landkreis Insterburg umfasste. Er gehörte zur Kirchenprovinz Ostpreußen der Kirche der Altpreußischen Union mit zwölf Pfarreien:
| Deutscher Name                   | Russischer Name |  | Deutscher Name                        | Russischer Name |
| -------------------------------- | --------------- |  | ------------------------------------- | --------------- |
| Aulowönen, 1938–1946: Aulenbach  | Kalinowka       |  | Jodlauken, 1938–1946: Schwalbental    | Wolodarowka     |
| Berschkallen, 1938–1946: Birken  | Gremjatschje    |  | Norkitten                             | Meschduretschje |
| Didlacken, 1938–1946: Dittlacken | Telmanowo       |  | Obehlischken, 1938–1946: Schulzenhof  | Selenzowo       |
| Georgenburg                      | Majowka         |  | Puschdorf                             | Puschkarjowo    |
| Grünheide                        | Kaluschskoje    |  | Pelleningken, 1938–1946: Strigengrund | Sagorskoje      |
| Insterburg                       | Tschernjachowsk |  | Saalau                                | Kamenskoje      |

#### Kirchenregion Tschernjachowsk
In den 1990er Jahren entstand in Tschernjachowsk eine neue evangelisch-lutherische Gemeinde mit eigenem Pfarramt, das zuständig ist für die Kirchenregion Tschernjachowsk (russisch: Zerkowski region Tschernjachowsk) mit mehr als 20 Ortsgemeinden, darunter die in der Stadt Tschernjachowsk selbst sowie in Meschduretschje (Norkitten), Oljochowo (Grieben), Schtschegly (Saugwethen, 1938–1946 Saugehnen) und Wolodarowka (Jodlauken, 1938–1946 Schwalbental). Sie ist eine von vier Kirchenregionen der Propstei Kaliningrad der Evangelisch-lutherischen Kirche Europäisches Russland. In Ermangelung eines eigenen Gotteshauses plant die Gemeinde den Neubau bzw. den Ausbau eines vorhandenen Gebäudes für ein Gemeindezentrum, dessen Namen den des Reformators Martin Luther tragen soll.

#### Kirchengebäude

##### Lutherkirche

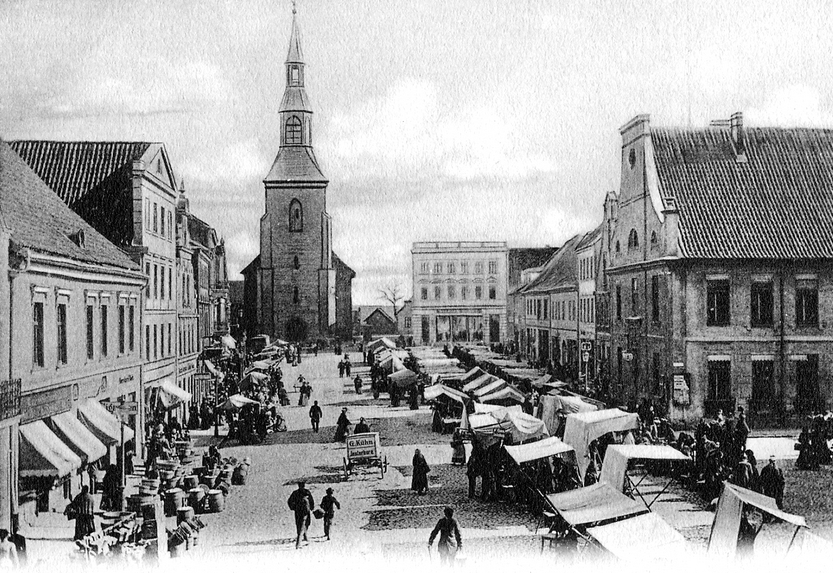
Die Lutherkirche in Insterburg am Alten Markt vor 1945

Anstelle einer bereits 1537 erwähnten älteren Kirche wurde zwischen 1610 und 1612 die Lutherkirche erbaut. Es handelte sich um einen chorlosen verputzten Backsteinbau mit einem vorgesetzten Westturm und einer reichhaltigen Innenausstattung. Das Gotteshaus wurde 1945 beschädigt und 1972 gesprengt. Die Ruinenreste wurden danach abgetragen. Lediglich einige Kellergewölbe sowie eine Arkadenwand an der Freitreppe zur Angerapp (Angrapa) künden heute noch vom ehemaligen Standort der Kirche.

##### Melanchthonkirche
Zwischen 1909 und 1911 entstand die im neugotischen Stil errichtete zweite Kirche der evangelischen Gemeinde in Insterburg mit dem Namen des Philipp Melanchthon, eines engen Mitarbeiters Luthers. Sie verfügte über einen Innenraum von 800 Plätzen und fiel durch den 50 Meter hohen schlanken Kirchturm auf. Das Gotteshaus wurde im Zweiten Weltkrieg zerstört, seine Ruine dann zu einer Fabrikhalle für Nagel- und Maschendrahtproduktion umfunktioniert.

#### Reformierte Kirche

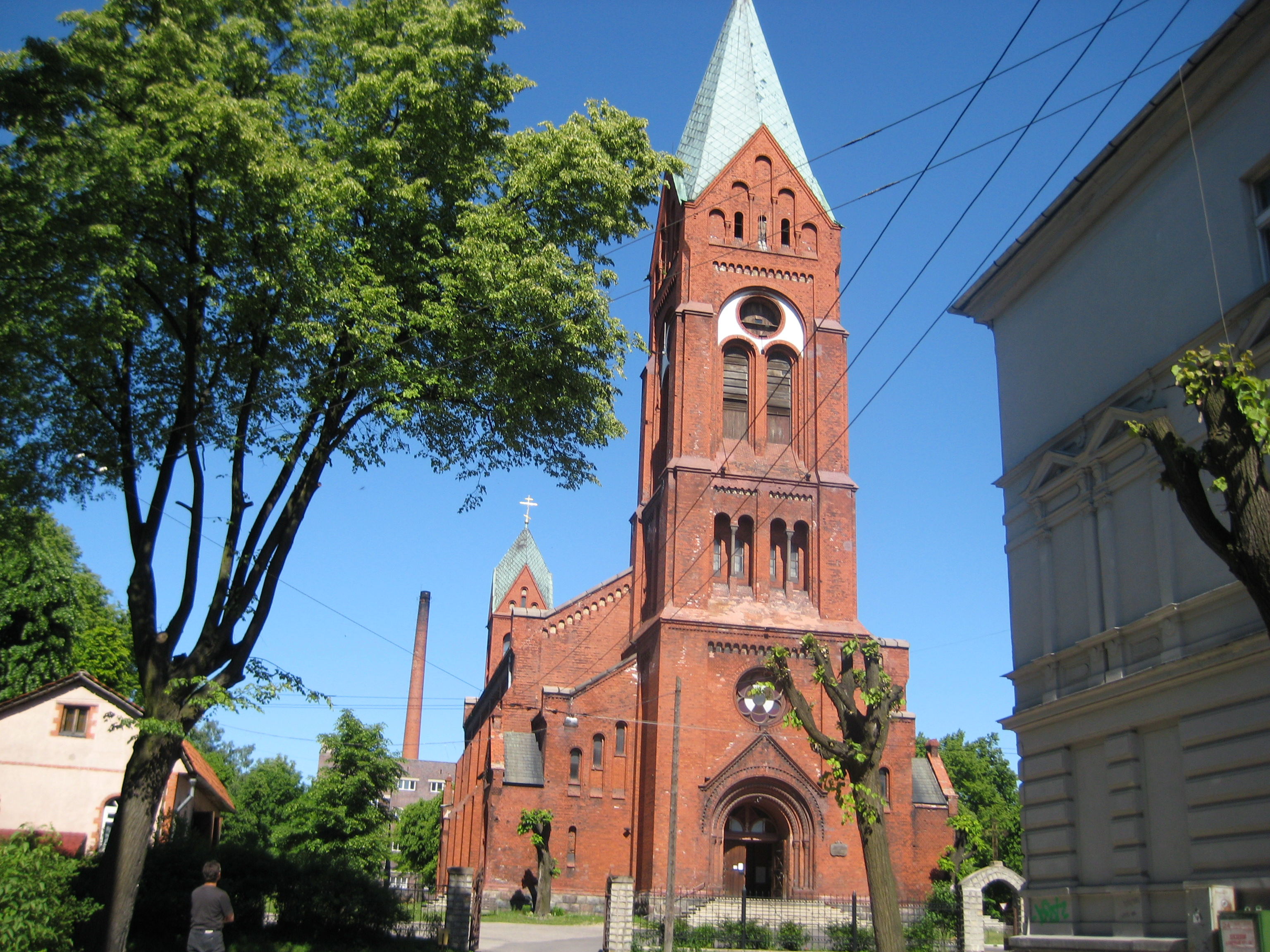
Die ehemalige reformierte Kirche Tschernjachowsk

Bereits 1701 bestand in Insterburg eine eigene reformierte Gemeinde, zunächst von Schotten, später von Nassauern und Schweizern gebildet. Nach den Plänen des Königsberger Architekten Friedrich Adler wurde zwischen 1886 und 1890 ein neuromanisches Bauwerk errichtet, mit einem 60 Meter hohen Westturm und zwei kleineren Türmen im Osten. Das Gotteshaus diente nach 1945 zunächst als Lagerhalle, auch als Club bzw. Basketballhalle. Nach einem Brand begann das Gebäude zu verfallen. Es wurde dann der russisch-orthodoxen Kirche übergeben, die es nach grundlegender Renovierung heute als ihr Gotteshaus benutzt. Die reformierte Gemeinde Insterburg, zu der vor 1945 1700 Gemeindeglieder in der Stadt und im Landkreis Insterburg gehörten, besteht nicht mehr bzw. kooperiert mit der jetzigen evangelisch-lutherischen Gemeinde in Tschernjachowsk.

### Katholisch
Kirche St. Bruno

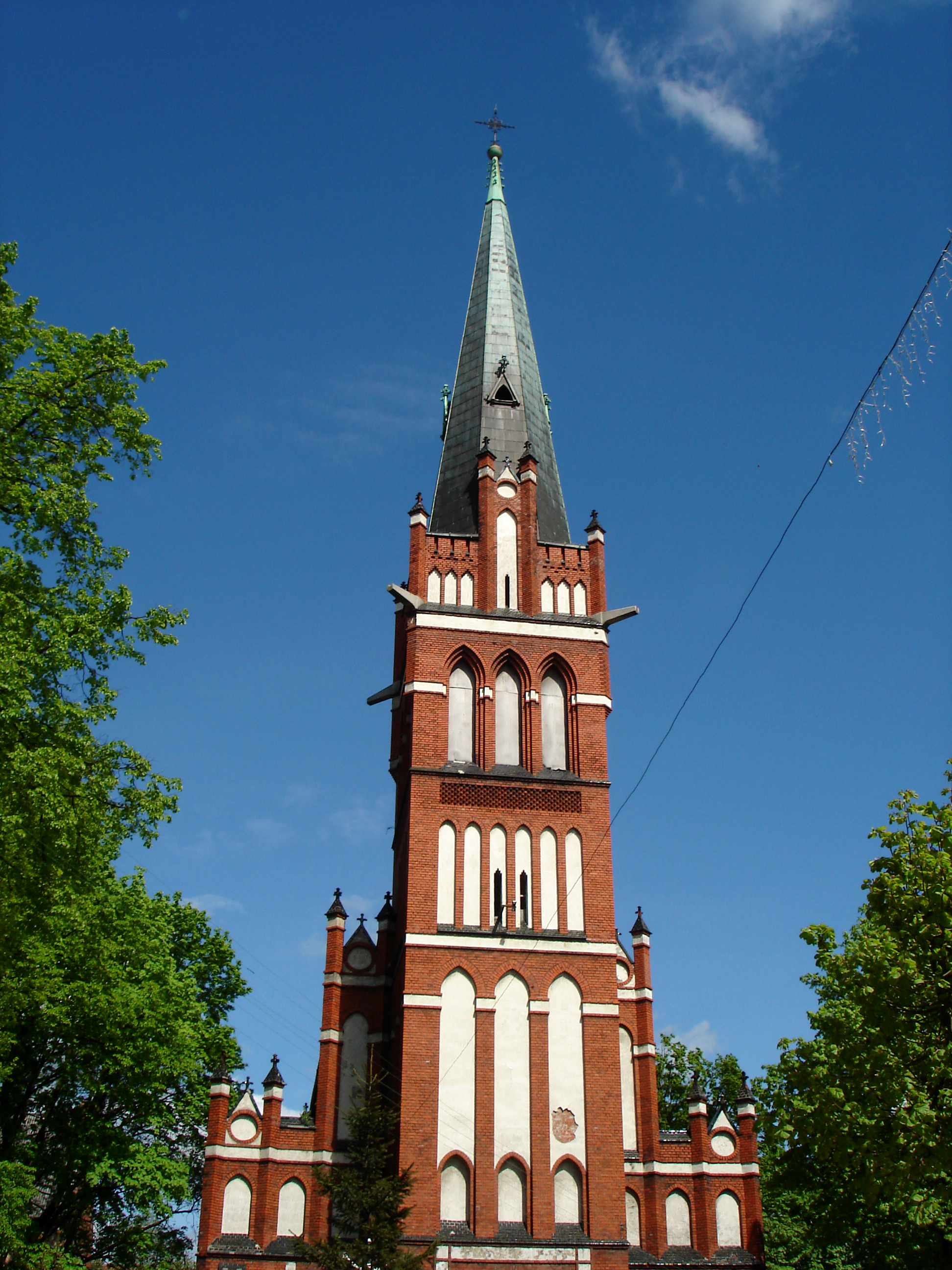
Die katholische Kirche St. Bruno in Tschernjachowsk

Die katholische Kirche Insterburgs wurde 1912 geweiht. Es handelt sich um eine schlanke neogotische Hallenkirche, die nach den Plänen des Architekten Friedrich Heitmann entstand. Seit 1994 wird das dem Hl. Bruno gewidmete Gotteshaus wieder von den ansässigen Katholiken genutzt, nachdem es zeitweise nach 1945 als Munitionsdepot und Militärmagazin gedient hatte und es zeitweise Pläne gab, es zu einer Konzerthalle umzubauen. Die Kirche steht in der ehemaligen Hindenburgstraße (jetzt Leninstraße / ул. Ленина).

### Orthodox
Erzengel-Michael-Kirche

Im Zuge der Perestroika gelang es der Russisch-orthodoxen Kirche in Tschernjachowsk Fuß zu fassen und das kirchliche Leben zu aktivieren. Mit Hilfe staatlicher Stellen wurde die einstige Reformierte Kirche renoviert und 1989 mit einem neuen Kupferdach versehen. Im Inneren erhielt das Gotteshaus eine Ikonostase. Am 2. Mai 1992 weihte der Erzbischof und Metropolit Kyrill das Gotteshaus und widmete es dem Erzengel Michael. Tschernjachowsk gehört seit 2009 zur neu formierten Diözese Kaliningrad und Baltijsk der Russisch-orthodoxen Kirche.

## Bildung
Insterburg hatte eine höhere Lehranstalt, deren Anfänge auf die zweite Hälfte des 16. Jahrhunderts zurückgingen. Sie wurde 1593 als lateinische Provinzialschule konstituiert und 1809 zur Bürgerschule herabgestuft. 1860 wurde der Schule der Status eines Gymnasiums zuerkannt. 1872 wurde das Gymnasium vom preußischen Staat übernommen. An das Gymnasium war im 19. Jahrhundert eine Realschule angeschlossen. Am 31. August 1866 wurde die Lehranstalt von insgesamt 317 Schülern besucht; 172 Schüler, von denen 79 Einheimische und 93 Auswärtige waren, besuchten das Gymnasium, und 145, von denen 62 Einheimische und 83 Auswärtige waren, besuchten die Klassen der Realschule. Bekannte Schüler des Insterburger Gymnasiums waren:
- Ernst Brandes (1862–1935), Jurist, Landwirt und Agrarpolitiker
- Georg Busolt (1850–1920), Althistoriker
- Alfred Gille (1901–1971), Jurist, Landwirt und Politiker
- Hans-Georg Mey (1924–2010), Kriminologe
- Hans Pluquet (1903–1981), Maler und Zeichner
- Otto Rosencrantz (1875–1963), Regierungspräsident
- Walter Stoeckel (1871–1961), Gynäkologe

Weiter bestanden im Ort eine Landwirtschaftsschule und die Provinzial-Hebammen-Lehranstalt samt Landesfrauenklinik.

## Politik

### Wappen

Stadtwappen Insterburgs

Die Blasonierung des historischen Wappens lautet: „In Silber auf grünem Boden ein schreitender, schwarzer Bär, über ihm die goldenen Initialen „G.F.“ – Georg Friedrich.“
Herzog Georg Friedrich von Preußen erhob am 10. Oktober 1583 den um die Burg an der Inster angesiedelten Ort zur Stadt und gab ihm zum Insiegel „einen weißen Schilt, darinnen unnden ein grüner Berg, darauf ein schwarzer Behr auf allen vyeren stehndt unnd zu beyder seytten inwendig des Schilts die beyde Buchstaben G unnd F.“ Über dem Schilde erscheint bei reicherer Darstellung ein wachsender Jäger mit seinem Jagdhorn. Die Darstellung wurde für die russische Stadt Tschernjachowsk übernommen.
Im September 2019 entschied ein Gericht, dass das Wappen geändert werden müsse, da es keine alphabetischen Zeichen enthalten dürfe. Daraufhin wurde am 13. November 2019 eine Arbeitsgruppe eingesetzt, die mit Vertretern der Öffentlichkeit, Ethnographen und Heraldikern entscheiden soll, ob das Wappen in seiner ursprünglichen Form ohne Schriftzug bleibt oder ganz neu entworfen werden soll.

### Partnerstädte
Es bestehen Partnerschaften mit folgenden Städten:
- Marijampolė, Litauen
- Brzeg Dolny, Polen
- Grudziądz, Polen
- Węgorzewo, Polen
- Suwałki, Polen
- Kirchheimbolanden, Rheinland-Pfalz, Deutschland seit 2002

## Sehenswürdigkeiten
- Ordensburg – Die teils als Ruine, teils im baufälligen Zustand erhaltene Burg wurde im 14. Jahrhundert errichtet und war bis 1945 unter anderem Sitz des Landgerichts. Nach erheblichen Zerstörungen im Zweiten Weltkrieg werden die erhaltenen Gebäudeteile kulturell genutzt.
- Schlossteich
- russisch-orthodoxe Erzengel-Michael-Kirche von 1890 (ehemalige Reformierte Kirche)
- katholische Pfarrkirche St. Bruno von 1912
- Denkmal-Dampflok aus der deutschen Baureihe 52 von 1943 (am Bahnhof)
- Gestüt in Majowka (ehemals Georgenburg)
- Ruine des Bismarckturms bei Georgenburgkehlen, nordwestlich von Insterburg, erbaut 1913[30]

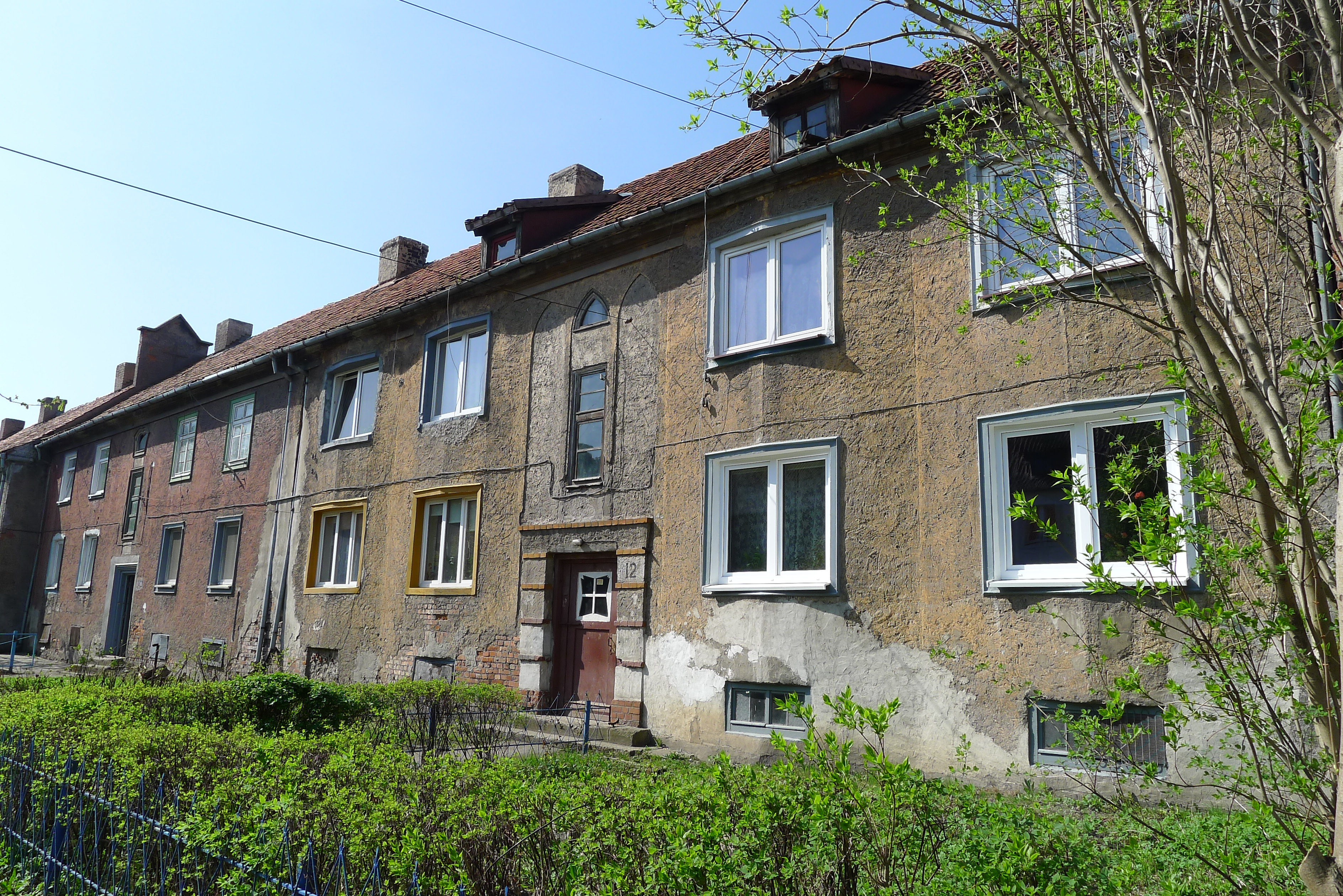
Bunte Reihe von Hans Scharoun

- Bunte Reihe von Hans ScharounIn der Kamswyker Allee wurde von 1921 bis 1924 durch den seit 1918 in Insterburg ansässigen Architekten Hans Scharoun die sogenannte Bunte Reihe errichtet. Die zwei Mehrfamilienhäuser samt zwei Reihenhauszeilen sind in Angerform gebaut und folgten im Farbkonzept der Tuschkastensiedlung in Berlin-Falkenberg der Architekten Bruno Taut und Franz Hoffmann. Die unter Denkmalschutz stehende Siedlung ist im Jahre 2013 dringend sanierungsbedürftig. Der russische Architekt Dimitri Suchin versucht auch für dieses Baudenkmal in der Stadt Interesse zu wecken. Mit der Hilfe von russischen und deutschen Baufachleuten und Architekten wurde eine Sanierung vorangetrieben (Stand: 2013).[31] Weitere Bauten Scharouns in Insterburg sind durch Kriegshandlungen 1945 zerstört worden.

## Verkehr

### Straßen
Nach Kaliningrad (Königsberg) besteht sowohl eine gute Straßenverbindung, ab Talpaki (Taplacken) vierspurig, als auch eine Eisenbahnlinie. Nach Süden führt eine Fernstraße zum Grenzübergang nach Polen, der sich beim 57 Kilometer entfernten Schelesnodoroschny (Gerdauen) befindet.

### Stadtverkehr
In Insterburg fuhren Oberleitungsbusse.

### Schienen
Tschernjachowsk liegt seit 1860 an der bedeutenden Bahnstrecke Kaliningrad–Nesterow (Königsberg–Stallupönen/Ebenrode), die seinerzeit von der Preußischen Ostbahn gebaut wurde und heute die Verbindung der Exklave Kaliningrad nach Moskau darstellt. Drei andere Bahnstrecken, die Tschernjachowsk mit dem näheren und weiteren Umland verbanden, sind nicht mehr in Betrieb:
- Bahnstrecke Tschernjachowsk–Sowetsk (gebaut 1863/65)
- Bahnstrecke Toruń–Tschernjachowsk (gebaut 1871/73)
- Bahnstrecke Ełk–Tschernjachowsk (gebaut 1879).

## Persönlichkeiten

### Söhne und Töchter des Ortes

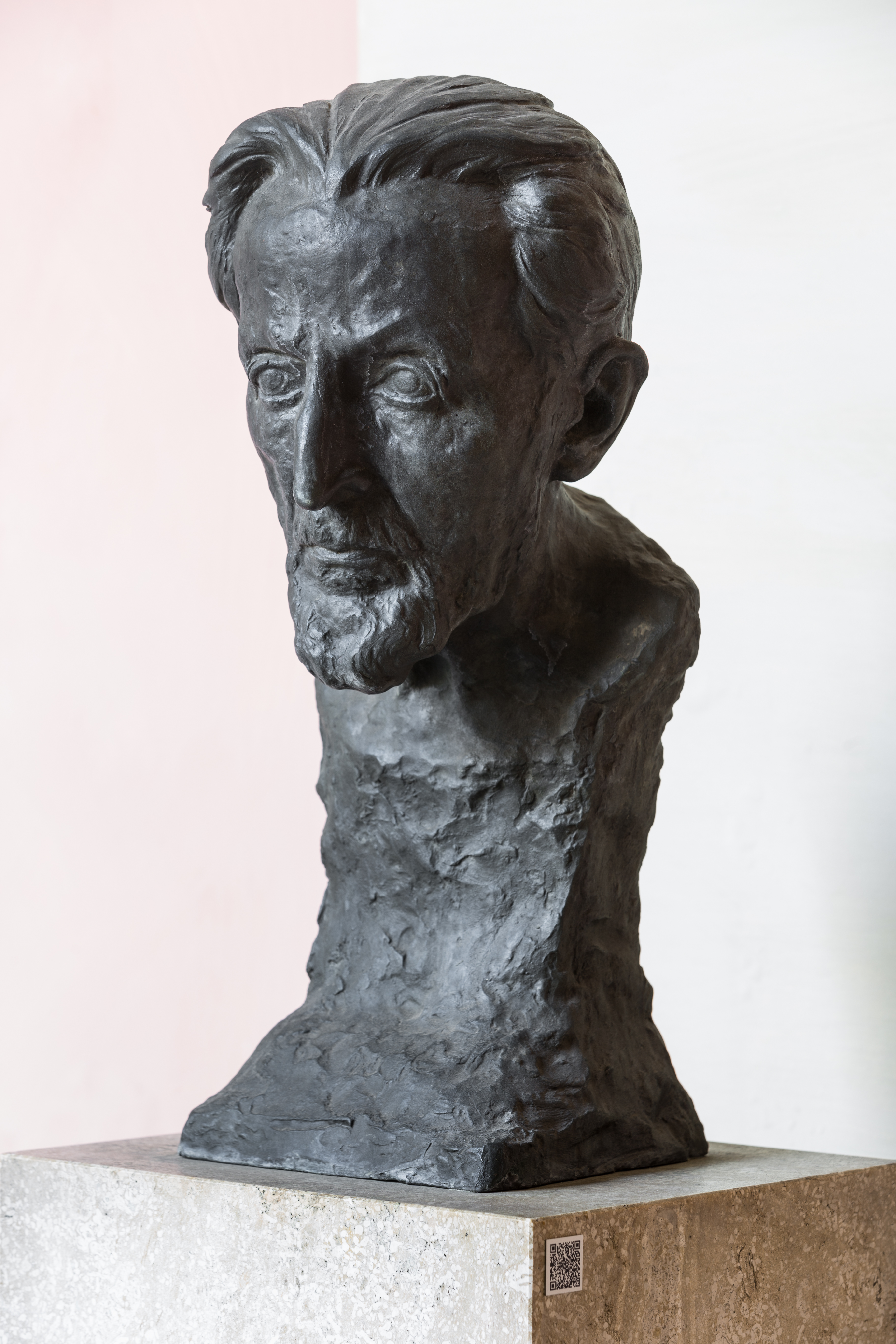
Hans Horst Meyer, Büste, Universität Wien

Nach Geburtsjahr geordnet

#### 1600 bis 1900
- Martin Grünberg (1655–1706/07), Berliner Architekt
- Johann Behrendt (1667–1737), Pastor in Insterburg und Bibelübersetzer
- Johann Friedrich Behrendt (≈1700–1757), Pädagoge und Bibliothekar
- Georg Friedrich von Manstein (1702–1757), preußischer Oberst
- Johann Friedrich Goldbeck (1748–1812), Theologe und topographischer Schriftsteller
- Eduard von Flottwell (1786–1865), Jurist und Politiker
- Carl Heinrich Krauß (1812–1849), Mathematiklehrer in Tilsit
- Wilhelm Jordan (1819–1904), Schriftsteller und Politiker
- Franz Reich (1826–1906), Jurist, Rittergutsbesitzer und preußischer Parlamentarier
- Hermann von Radecke (1827–1910), Generalleutnant
- Sigismund von Dallwitz (1829–1906), Reichstagsabgeordneter
- Ernst Wichert (1831–1902), Schriftsteller
- Ferdinand von Wulffen (1833–1902), Generalleutnant
- Julius Eichelbaum (1850–1921), Reichsgerichtsrat
- Hans Horst Meyer (1853–1939), Mediziner
- Paul Schlenther (1854–1916), Schriftsteller
- Therese Malten (1855–1930), Opernsängerin
- Agnes Hacker (1860–1909), Ärztin und Frauenrechtlerin
- Arthur Kopp (1860–1918), Bibliothekar, Volkskundler und Liedforscher
- Ernst Hopf (1862–1948), deutscher Jurist und Kommunalpolitiker
- Franz Katluhn (1865–1942), Richter und Senatspräsident am Reichsgericht
- Clara Nast (1866–1925), Schriftstellerin für Kinder- und Jugendliteratur
- Paul Richter (1866–1939), Archivar
- Otto Rosencrantz (1875–1963), Regierungspräsident
- Gotthold Haekel (1876–1945), Jurist, Präsident des Reichsstädtebundes
- Paul Kadereit (1877–nach 1941), Architekt
- Ernst Hoffmann (1881–1935), Verwaltungsjurist und Politiker
- Charlotte Steinbrucker (1886–1965), deutsche Kunsthistorikerin
- Bruno Zeiß (1887–1972/73), deutscher Kommunalpolitiker und Vertriebenenfunktionär
- Otto Koehler (1889–1974), Verhaltensforscher
- Alfred Brust (1891–1934), Schriftsteller
- Werner Fuchs (1891–1976), Admiral im Zweiten Weltkrieg, Autor militärhistorischer, politischer und religiöser Schriften
- Walter Lackner (1891–1976), General
- Bruno Maass (1893–1973), Offizier der Luftwaffe der Wehrmacht
- Erich Stockmann (1893–1973), Richter und Landrat
- Erich Fuchs (1894–1945), Politiker (NSDAP), Mitglied des Reichstages
- Hans Orlowski (1894–1967), Maler und Holzschneider
- David Luschnat (1895–1984), Schriftsteller
- Herbert Wilhelmi (1895–1983), Organist, Musikpädagoge und Komponist
- Hans Otto Erdmann (1896–1944), Widerstandskämpfer
- Johannes Becker (1897–1971), Jurist und Landgerichtspräsident
- Käte Walter (1898–1974), Malerin und Grafikerin
- Ernst Holzlöhner (1899–1945), Physiologe, Nationalsozialist, Rektor der Universität Kiel
- Karl-Heinz Becker (1900–1968), evangelischer Pfarrer und Mitglied der Bekennenden Kirche
- Herbert Gezork (1900–1984), deutsch-amerikanischer Baptistenpastor

#### 1901 bis 1945
- Alfred Gille (1901–1971), Politiker (GB/BHE)
- Bruno Marquardt (1904–1981), Maler in Positano, Italien
- Walter Wenger (1906–1983), Grafiker, Illustrator und Amateur-Zauberkünstler
- Traugott Fedtke (1909–1988), Organist und Komponist in Königsberg und Berlin
- Bruno Balscheit (1910–1993), reformierter Geistlicher und Hochschullehrer in Basel
- Herbert Ludat (1910–1993), Osteuropahistoriker
- Hans Wolfgang Schulz (1910–1967), deutscher Maler und Grafiker
- Kurt Kuhlmey (1913–1993), Kampfflieger im Zweiten Weltkrieg, Ritterkreuzträger und Bundeswehr-General
- Kurt Plenzat (1914–1998), Militär in Wehrmacht und Bundeswehr, Kampfflieger, Ritterkreuzträger
- Bernhard Grotzeck (1915–2008), Maler
- Günter Wind (1917–2018), Verkehrswissenschaftler und Präsident der Deutschen Verkehrswacht
- Inge Lore Bähre (1920–1987), Präsidentin des Bundesaufsichtsamtes für das Kreditwesen (BAKred)
- Günter Radtke (1920–2018), Pressezeichner
- Bruno Bachler (1924–2011), kommunistischer Widerstandskämpfer gegen den Nationalsozialismus, Häftling im KZ Buchenwald, Parteifunktionär der KPD und Friedensaktivist
- Ute Brinckmann-Schmolling (1924–2014), Grafikerin und Malerin
- Hans-Georg Mey (1924–2010), Vollzugspsychologe und Kriminologe
- Werner Götze (1925–2010), Rundfunkredakteur und -moderator
- Otto Rohse (1925–2016), Illustrator, Typograf, Grafiker, Buchgestalter, Briefmarkenkünstler
- Ekkehard Zerbst (1926–2009), Physiologe und Lyriker
- Hans-Jürgen Greschat (1927–2022), Religionswissenschaftler
- Eberhard Krüger (1927–2001), deutscher Mund-, Kiefer-, Gesichtschirurg und Hochschullehrer
- Christian Walther (1927–2012), evangelisch-lutherischer Theologe, Sozialethiker, Hochschullehrer
- Ulrich Schmidt von Altenstadt (* 1928), Architekt, Stadtplaner und Autor
- Günther Helmuth Ruddies (* 1928), Schriftsteller
- Traugott Buhre (1929–2009), Schauspieler
- Fritz Vilmar (1929–2015), Politologe, Soziologe, Globalisierungskritiker
- Harry Boldt (* 1930), Olympiasieger im Dressurreiten
- Wolfgang Brix (1930–2006), Politiker (CDU)
- Dieter Doering (1930–2010), deutscher Diplomat
- Anatol Herzfeld (1931–2019), Bildhauer
- Bernhard Kornhuber (1931–2009), Pädiater, Onkologe und Hochschullehrer
- Hartwig Geginat (* 1932), Betriebswirt und Vorstandsvorsitzender der Feldmühle AG
- Klaus Stiglat (* 1932), Bauingenieur
- Gerhard Kohse (1933–2022), Sportjournalist
- Horst Ludwig Riemer (1933–2017), Politiker (FDP)
- Ingo Insterburg (1934–2018), Komödiant und Musiker
- Hartmut Behrendt (1935–2020), Offizier des Heeres, zuletzt Generalmajor der Bundeswehr
- Wolfgang Rudzio (1935–2024), Politikwissenschaftler und Hochschullehrer
- George Turner (* 1935), Hochschullehrer und Politiker
- Klaus Brandes (* 1936), Bauingenieur
- Ruprecht Haasler (1936–2017), Generalmajor
- Manfred Josuttis (1936–2018), evangelischer Theologe
- Jürgen Schmude (1936–2025), Politiker (SPD)
- Jürgen Christoph Winter (* 1938), Afrikanist
- Roswitha Poll (* 1939), deutsche Bibliothekarin
- Hans-Jürgen Quadbeck-Seeger (* 1939), Chemiker, Manager (BASF) und Autor
- Winfried Sziegoleit (1939–2021), Architekt
- Annemarie von der Groeben (1940–2021), Pädagogin
- Klaus Waschk (* 1941), Professor, Zeichner, Illustrator und Hochschullehrer
- Gerhard Grenzing (* 1942), Orgelbauer
- Maria Scharwieß (1942–2023), Komponistin, Organistin und Kirchenmusikerin
- Harry Friebel (* 1943), deutscher Soziologe
- Helga Lippelt (* 1943), Schriftstellerin
- Axel Marquardt (1943–2011), Schriftsteller
- Barbara Schwendowius (* 1943), Musikwissenschaftlerin und Herausgeberin
- Jürgen Pooch (1943–1998), Schauspieler

Dem fiktiven, also nur erfundenen, in der Juristenliteratur immer wieder auch in seriösen Publikationen erwähnten deutschen Verfassungsjuristen Friedrich Gottlob Nagelmann, der von 1889 bis 1994 gelebt haben soll, wird als Geburtsort Insterburg zugeschrieben.

### Mit der Stadt in Verbindung
- Im Jahre 1689 starb in Insterburg die Pfarrwitwe Anna Beilstein, die als Ännchen von Tharau in das deutsche Liedgut einging.
- George Adam Neppert (um 1762 bis nach 1847) wirkte hier als Orgelbauer.
- Von 1769 bis 1782 war Friedrich Albrecht Ernst von Aweyden (1747–1827) als Justizdirektor in Insterburg tätig.
- Der Richter Christian Karl Leman (1779–1859) wirkte ab ca. 1805 bis 1827 an den Gerichten in Insterburg sowie als Schriftsteller
- Der russische General Michael Barclay de Tolly, der in den Befreiungskriegen gekämpft hatte, starb 1818 unweit der Stadt.
- Im Jahre 1896 wurde der Komponist Max Gulbins Kantor in Insterburg
- In der Zeit des Ersten Weltkrieges arbeitete der Architekt Hans Scharoun, u. a. durch die Berliner Philharmonie und das Haus Schminke bekannt, im Insterburger Bauberatungsbüro von Paul Kruchen. Nach dem Ersten Weltkrieg eröffnete Scharoun sein erstes eigenes Architekturbüro in Insterburg und verwirklichte einige Vorhaben in der Stadt.
- Im Jahre 1929 starb die Dichterin Frieda Jung in Insterburg und wurde hier auch beigesetzt.
- Von 1934 bis 1941 war Heinz Schwendowius Oberbürgermeister von Insterburg.
- 1941 war der ostpreußische Sinto, KZ-Überlebende und Autor Reinhard Florian im Gefängnis Insterburg inhaftiert.